# Craig A. Thomson

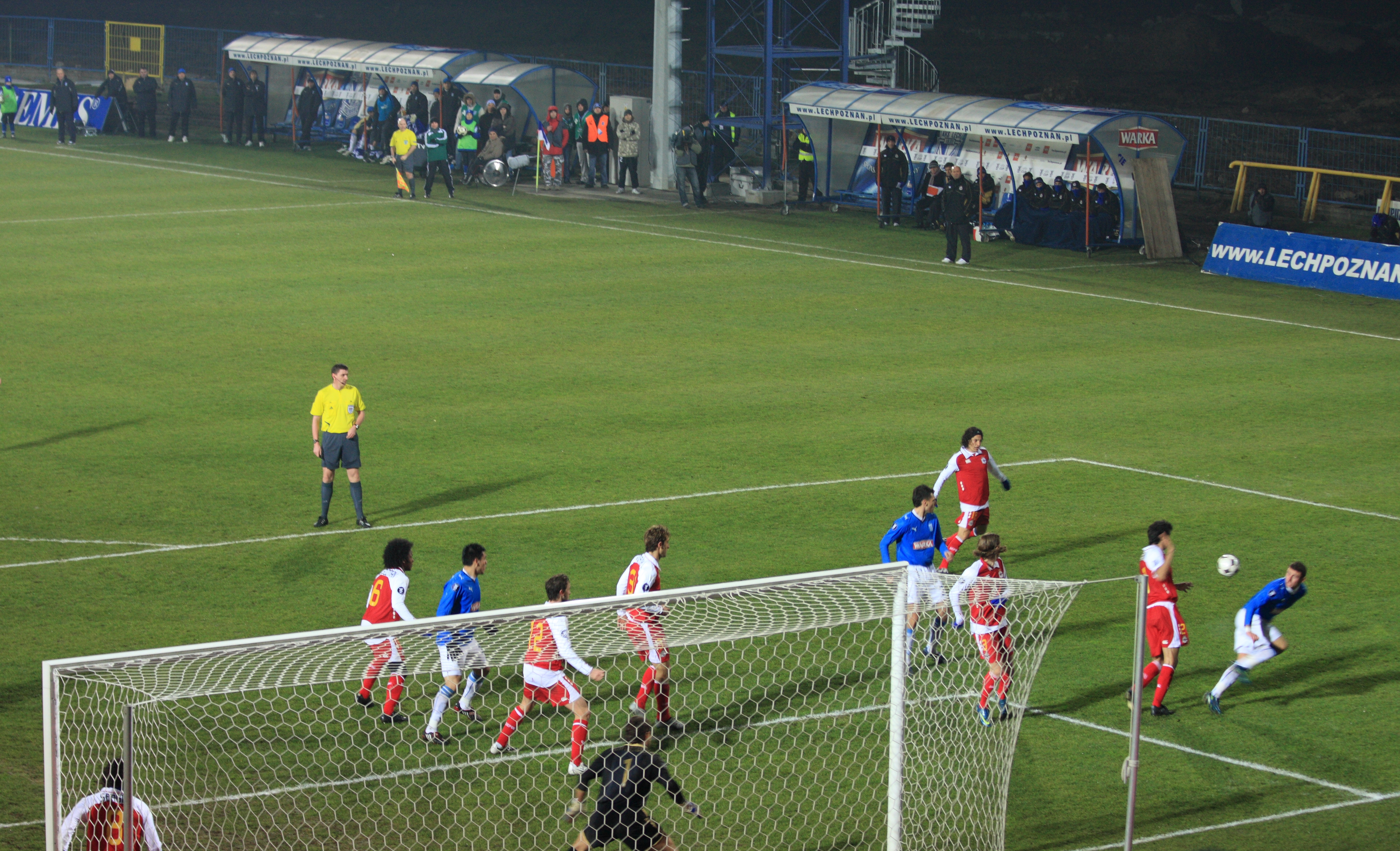
Craig Thomson

Craig Alexander Thomson (* 20. Juni 1972) ist ein ehemaliger schottischer Fußballschiedsrichter, der dieses Amt ab 1988 ausübte. Er kommt aus Paisley, Renfrewshire.

## Karriere
Thomson ist Rechtsanwalt, spezialisiert in Bau- und Ingenieursrecht. Er ist seit 2002 Schiedsrichter in der Scottish Premier League.  Sein erstes Spiel in dieser Liga war die Begegnung zwischen FC St. Johnstone und Hibernian Edinburgh am 12. Mai 2002, die Hibernian mit 1:0 gewann.
Thomson ist seit 2003 FIFA-Schiedsrichter. Sein erstes internationales Spiel für die FIFA war die 1:4-Niederlage von Nordirland gegen Norwegen im Windsor Park, Belfast am 18. Februar 2004. Beim WM-Qualifikationsspiel zwischen Färöer-Inseln und Frankreich am 8. September 2004 verwies er Patrick Vieira des Feldes;  die Franzosen gewannen 2:0.
In seinem Heimatland leitete er das Finale des Scottish League Challenge Cup 2006 zwischen Ross County und FC Clyde im McDiarmid Park am 12. November, welches County im Elfmeterschießen gewann, nachdem die Verlängerung mit 1:1 geendet hatte.
Er wurde für die U-21-Fußball-Europameisterschaft 2007 in Holland nominiert. Dort zeigte er im Gruppenspiel Belgien gegen Israel am 13. Juni im Abe-Lenstra-Stadion dem Belgier Marouane Fellaini in der 18. Minute eine Gelb-Rote Karte. Trotz des Feldverweises gewann Belgien 1:0. Danach wurde Thomson bei dem Turnier nicht mehr eingesetzt.
Bei der Europameisterschaft 2008 in der Schweiz und Österreich war Thomson als vierter Offizieller dabei.
2009 leitete er das schottische Pokalfinale zwischen Glasgow Rangers und FC Falkirk. Im Finale des schottischen Ligapokals 2010 zwischen Glasgow Rangers und FC St. Mirren verwies Thomson die beiden Rangers-Spieler Danny Wilson und Kevin Thomson des Feldes. Weitere Spiele unter seiner Leitung waren das Freundschaftsspiel Frankreichs gegen Spanien am 3. März 2010 sowie einige „Old Firms“.
Thomson war als Schiedsrichter bei der Europameisterschaft 2012 dabei und leitete zwei Spiele.

### Einsätze bei der Fußball-Europameisterschaft 2012
| Phase        | Datum         | Spielort | Heimmannschaft | Gastmannschaft | Ergebnis  |
| ------------ | ------------- | -------- | -------------- | -------------- | --------- |
| Gruppenphase | 13. Juni 2012 | Lemberg  | Dänemark       | Portugal       | 2:3 (1:2) |
| Gruppenphase | 16. Juni 2012 | Breslau  | Tschechien     | Polen          | 1:0 (0:0) |